# 約西皮夫齊 (巴爾區)
49°2′2″N 27°39′42″E / 49.03389°N 27.66167°E
約西皮夫齊（烏克蘭語：Йосипівці），是烏克蘭的村落，位於該國西南部文尼察州，由日梅林卡區負責管轄，面積4.2平方公里，海拔高度354米，2001年人口134，人口密度每平方公里319人。